# Neodythemis
Neodythemis is een geslacht van libellen (Odonata) uit de familie van de korenbouten (Libellulidae).

## Soorten
Neodythemis omvat 11 soort:
- Neodythemis afra (Ris, 1909)
- Neodythemis arnoulti Fraser, 1955
- Neodythemis campioni (Ris, 1915)
- Neodythemis fitzgeraldi Pinhey, 1961
- Neodythemis hildebrandti Karsch, 1889
- Neodythemis klingi (Karsch, 1890)
- Neodythemis pauliani Fraser, 1952
- Neodythemis preussi (Karsch, 1891)
- Neodythemis scalarum Pinhey, 1964
- Neodythemis takamandensis (Vick, 2000)
- Neodythemis trinervulata (Martin, 1902)